# 六鹿邸
六鹿邸（むしかてい）は、愛知県豊田市高岡町長根51にある建築物。材木商を経て豪農となった六鹿清七によって1907年（明治40年）に建てられた。豊田市指定有形文化財（建造物）。
茶室 六鹿庵なども含めて六鹿会館（むしかかいかん）として整備されており、六鹿会館の敷地面積は約7500平方メートル。周辺は旧碧海郡高岡町の中心部である。

## 沿革

### 六鹿清七
弘化2年（1845年）、美濃国羽栗郡円城寺村（現・岐阜県羽島郡笠松町円城寺）に六鹿清七が生まれた。六鹿清七は明治維新後に材木商となり、愛知県名古屋市にある第3師団の御用商人を務めた。
六鹿清七は農業が国の基であるとの信念を持ち、碧海郡高岡村堤新馬場（現・豊田市高岡町新馬場）に移住すると、西澤真蔵らが開削に取り組んでいた枝下用水の完成を見越して、1897年（明治30年）から1902年（明治35年）頃には約160町歩（約160ヘクタール）の原野を開墾した。
六鹿清七は1907年（明治40年）に六鹿邸を建てると、以後は豪農の地主として高岡村における農業の振興を担った。なお、離れに相当する談話室は主屋よりも早い1898年（明治31年）の建築である。1911年（明治44年）、六鹿清七は農工時報社によって、愛知県における開墾者表彰15人の筆頭に挙げられた。

### 六鹿邸の歴史

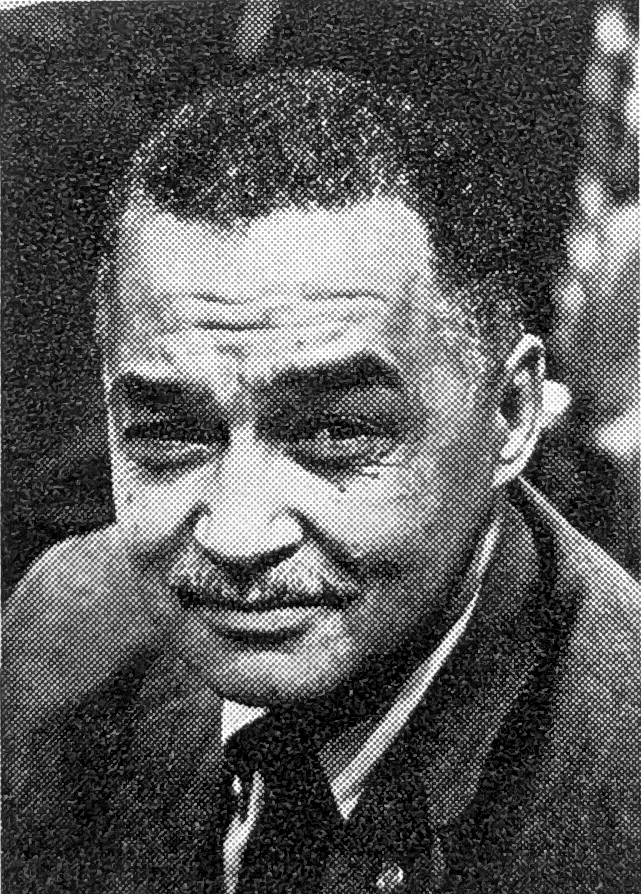
1983年に六鹿邸を訪れたデトロイトのヤング市長

1917年（大正6年）8月1日には六鹿清七が死去した。子孫が京都市に移住したことで六鹿邸は空き家になっていた。
1947年（昭和22年）には岡崎市の真宗大谷派三河別院に対して六鹿邸が売却されることとなったため、高岡村役場は所有者である六鹿清太郎に譲渡を懇願し、六鹿邸は6月20日に高岡村の所有となった。高岡村は主屋にガラス戸を設置するなどの改修工事を行い、枯池がある部分などに教室2室と事務室のある建物を建てた。当初は高岡村中央公民館として用いられ、諸会合・講演会・修養道場としての役割も果たした。1949年（昭和24年）4月1日には高岡村中央公民館内に高岡村立和洋裁学園が開校し、1955年（昭和30年）4月1日には高岡村立高等家政学校に改組された。
1956年（昭和31年）には高岡村が町制施行して高岡町が発足し、1965年（昭和40年）には高岡町が豊田市に編入された。1963年（昭和38年）3月には高岡町立高等家政学校が閉校している。その後は児童館としても使用され、1976年（昭和51年）までは高岡地区における社会教育の拠点施設であった。1978年（昭和53年）3月28日、建物が豊田市指定文化財に指定されると、1980年（昭和55年）から1981年（昭和56年）には教室棟を撤去し、枯池のある庭園や外塀を整備した。
1983年（昭和58年）に豊田市の姉妹都市であるアメリカ合衆国デトロイト市長のコールマン・ヤングが訪日した際には、西山孝豊田市長との交流の場となった。1990年（平成2年）には世界デザイン博覧会に関連して、豊田スタジアムや豊田大橋を設計した建築家の黒川紀章が訪れた。1992年（平成4年）には隣接地に豊田市高岡コミュニティセンターが開館し、六鹿邸に庭園や茶室を合わせた六鹿会館として一体的に管理されるようになった。
2003年（平成15年）には耐震工事が行われ、7月1日にリニューアルオープンした。六鹿邸を活用する市民団体のサロン・ド・六鹿が結成され、花見会や月見会などを開催している。六鹿邸は結婚式場として使用されたこともあり、2020年（令和2年）11月にはかつてこの場所で挙式した夫婦らが集う親睦会が行われた。

## 六鹿家
- 父：六鹿清兵衛
- 母：六鹿利久
  - 本人：六鹿清七
  - 妻：六鹿広尾
    - 息子：六鹿清太郎 - 高岡村から京都市に移り住んだ[5]。
    - 義娘：六鹿たつ - 六鹿清太郎の先妻。
    - 義娘：六鹿つや - 六鹿清太郎の後妻。文芸誌『明星』にも投稿していた女流歌人[5]。遺稿集「柿瓜集」。
      - 孫：六鹿一彦
        - ひ孫：六鹿良彦

      - 孫：地川愛子
      - 孫：下村禮子
      - 孫：伊藤直子

    - 息子：六鹿清治 - 姓の読みを「むしか」から「ろくしか」に改めた[5]。
      - 孫：六鹿輝彦

## 六鹿会館

### 六鹿邸の建築

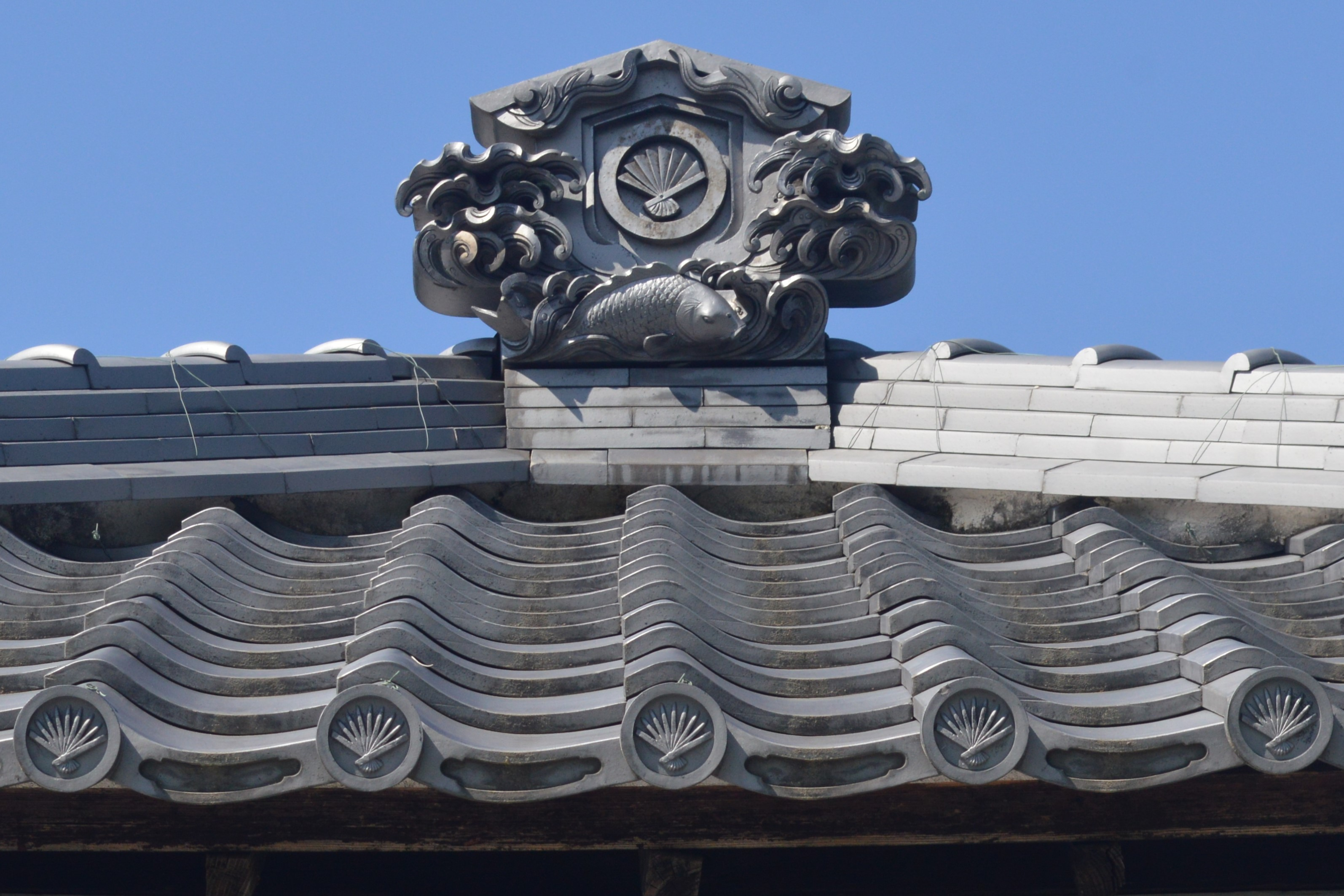
家紋入りの鬼瓦や軒丸瓦

主屋の大黒柱は欅材、その他の柱は栂材である。土間には太い梁や鴨居を見ることができる。和室の天井高は3メートル以上ある。鬼瓦などには丸に九本骨扇の家紋が刻まれているが、扇の骨だけが描かれた家紋は珍しいとされる。六鹿の「六」字が刻まれた隅鬼瓦もある。

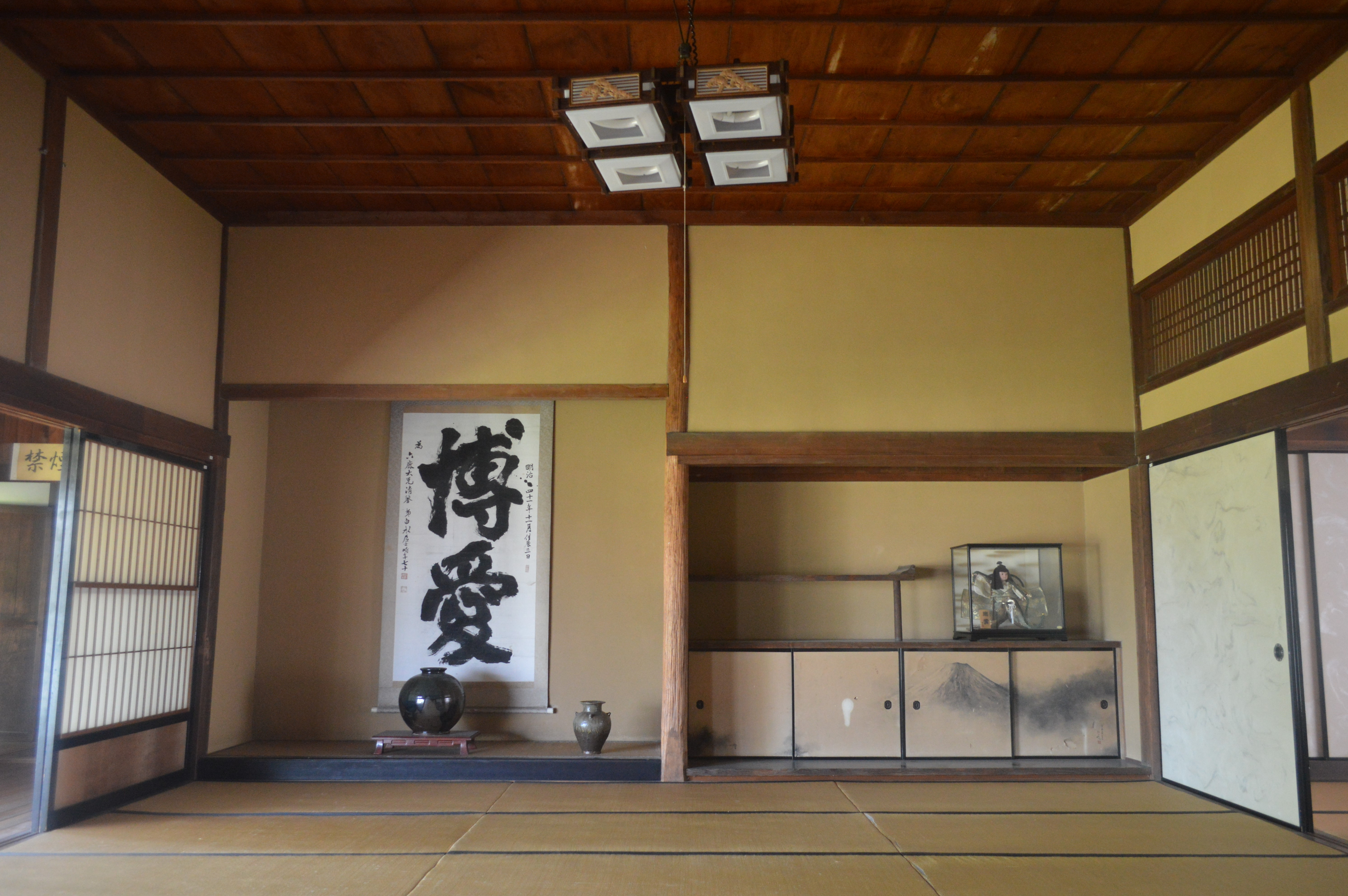
主屋の和室
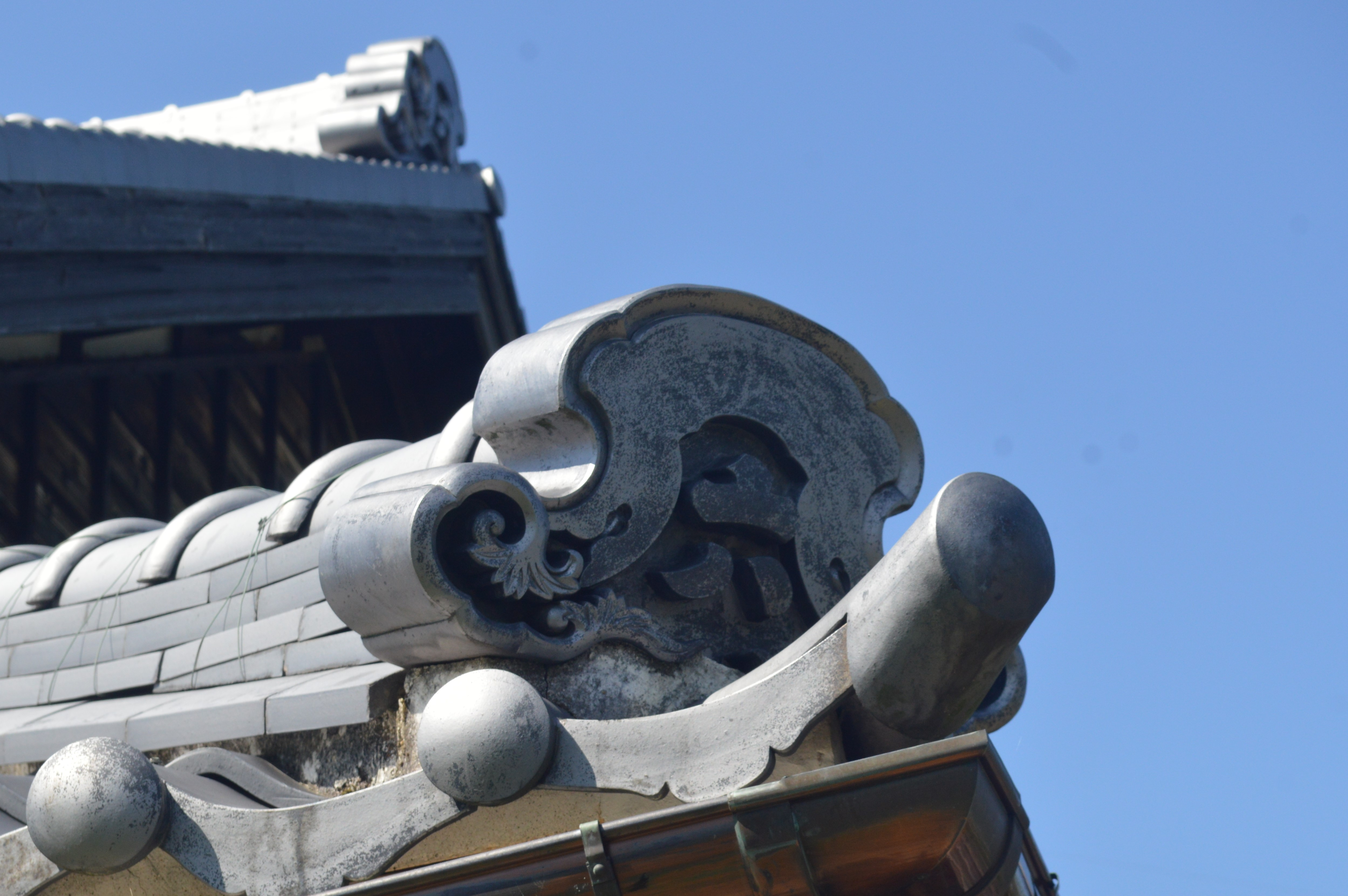
「六」字入りの隅鬼瓦

### 施設
六鹿会館
- 六鹿邸 - 主屋と談話室を有する。和室には村上忠順展示コーナーがある。
- 茶室 六鹿庵
- 庭園 - 枯池を有する。
- あずま屋
- 土蔵
- 慰霊碑

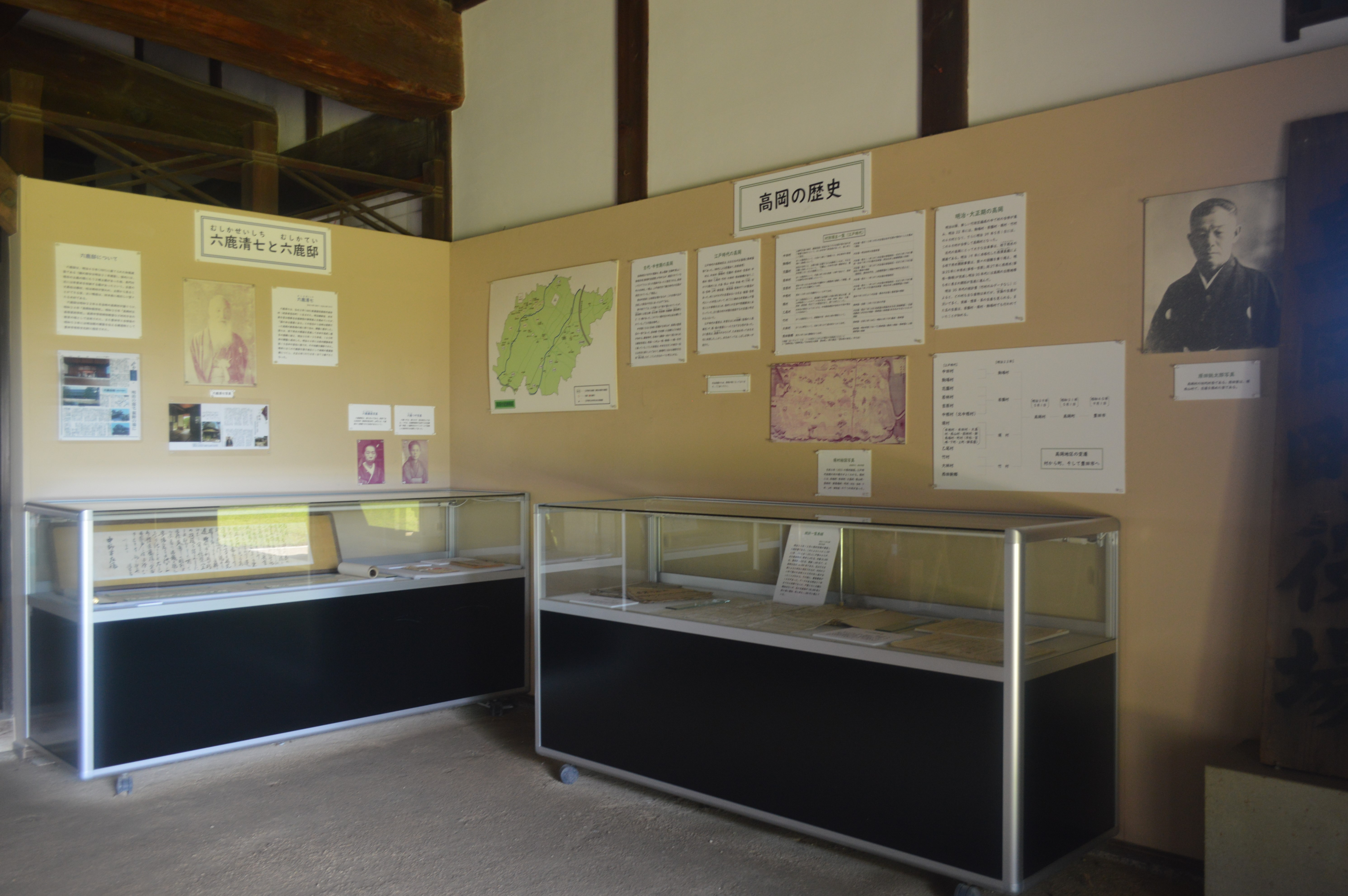
六鹿邸や高岡の歴史の展示
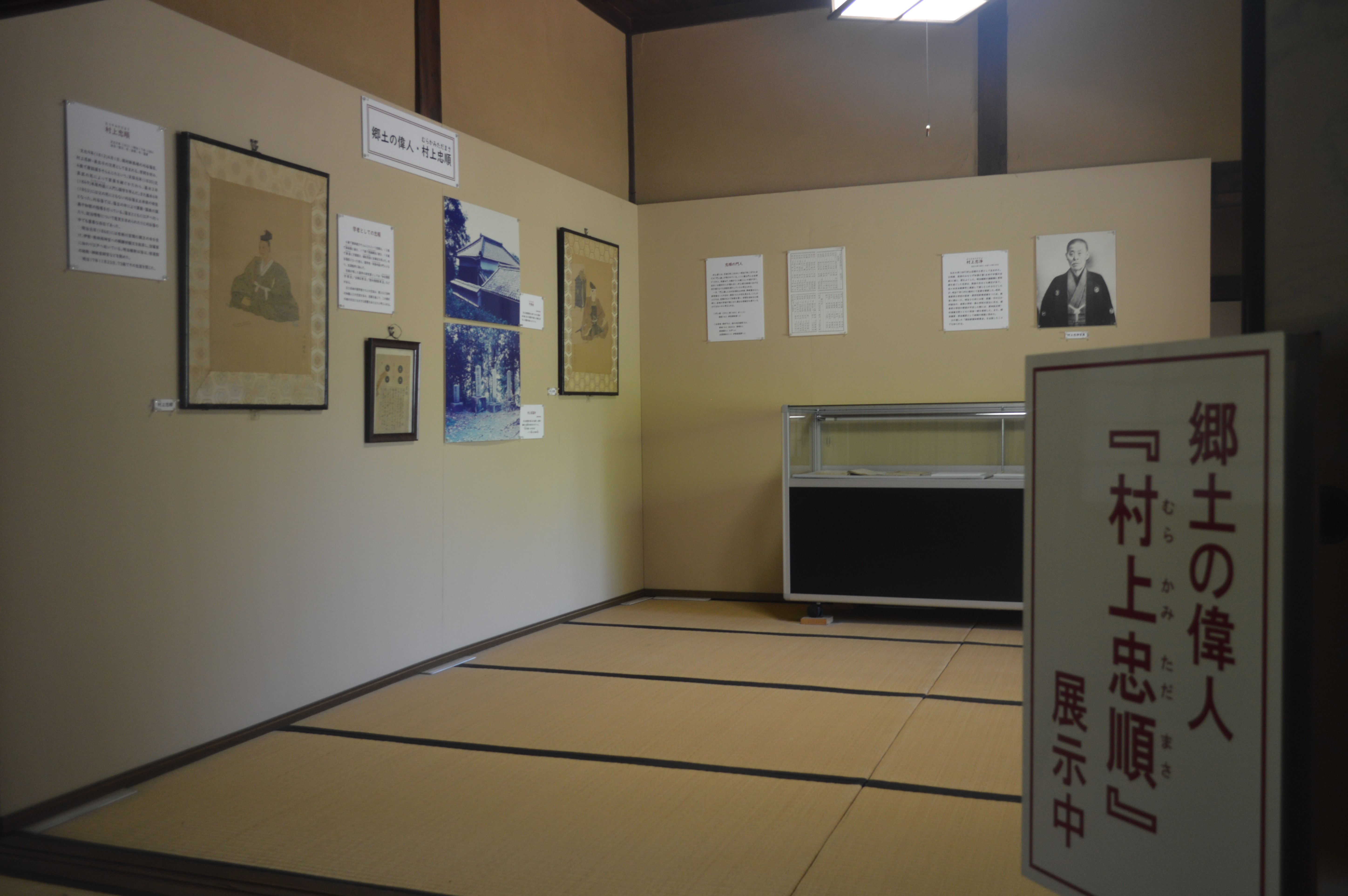
村上忠順展示コーナー
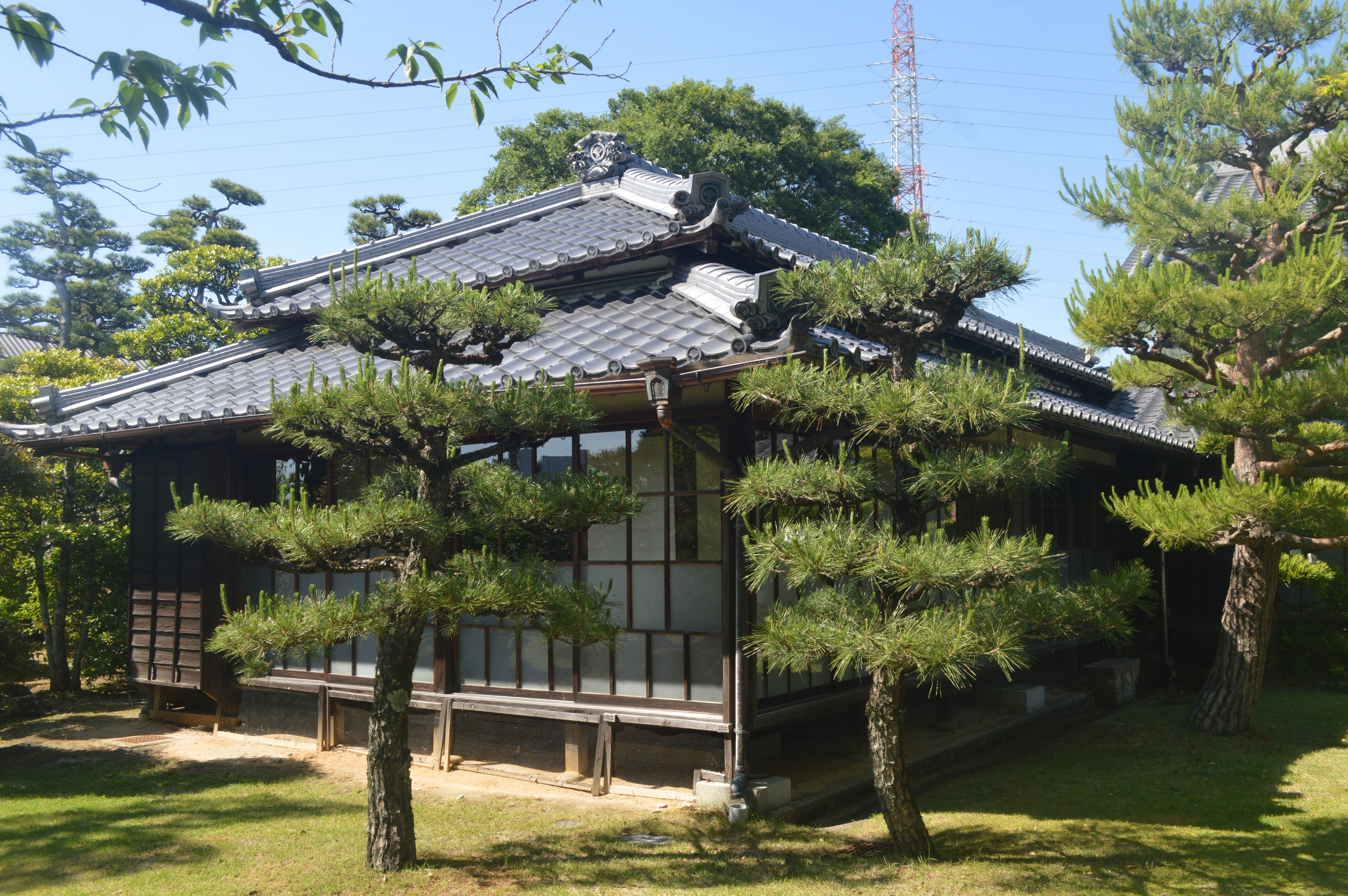
談話室
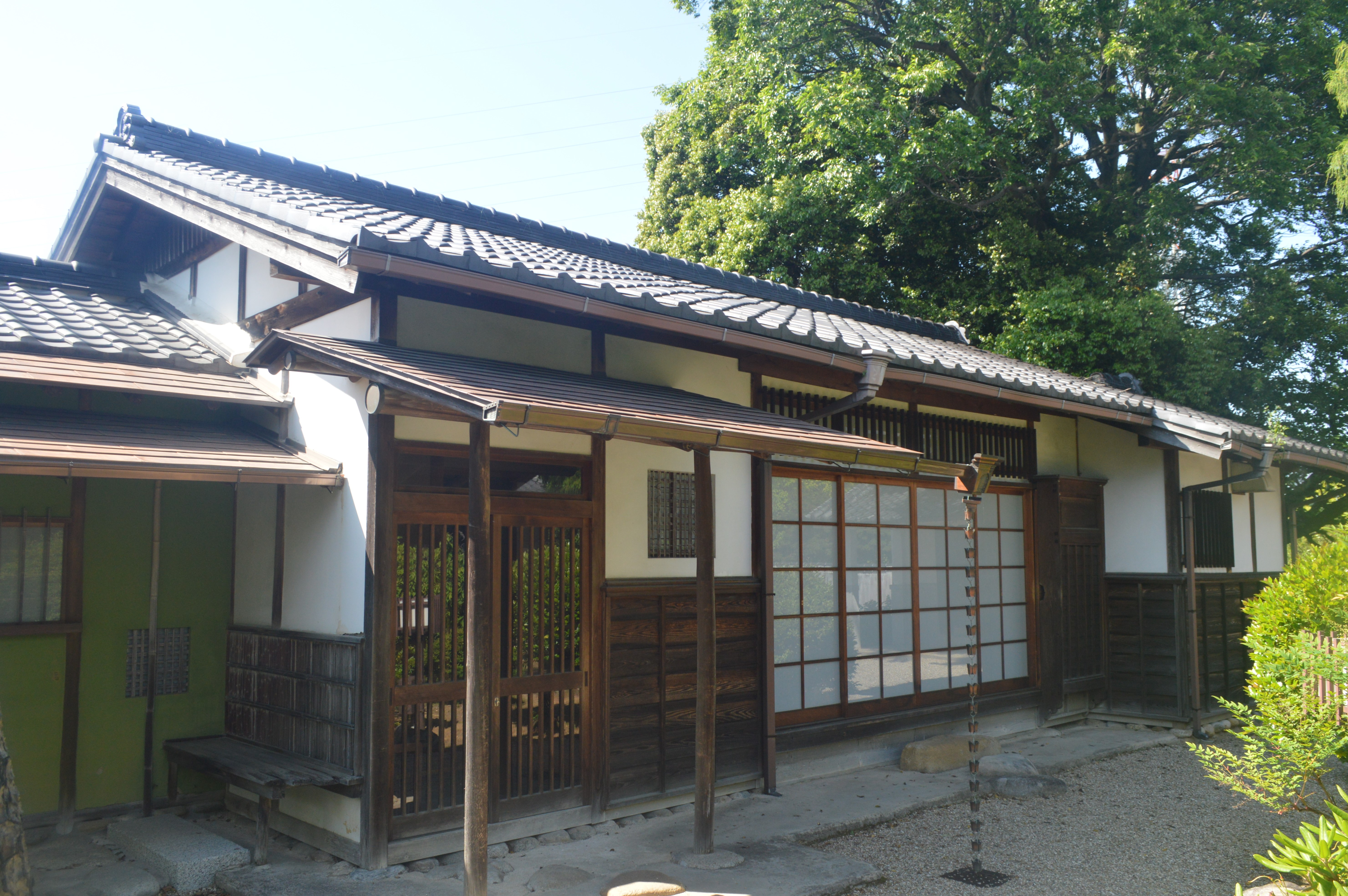
茶室 六鹿庵
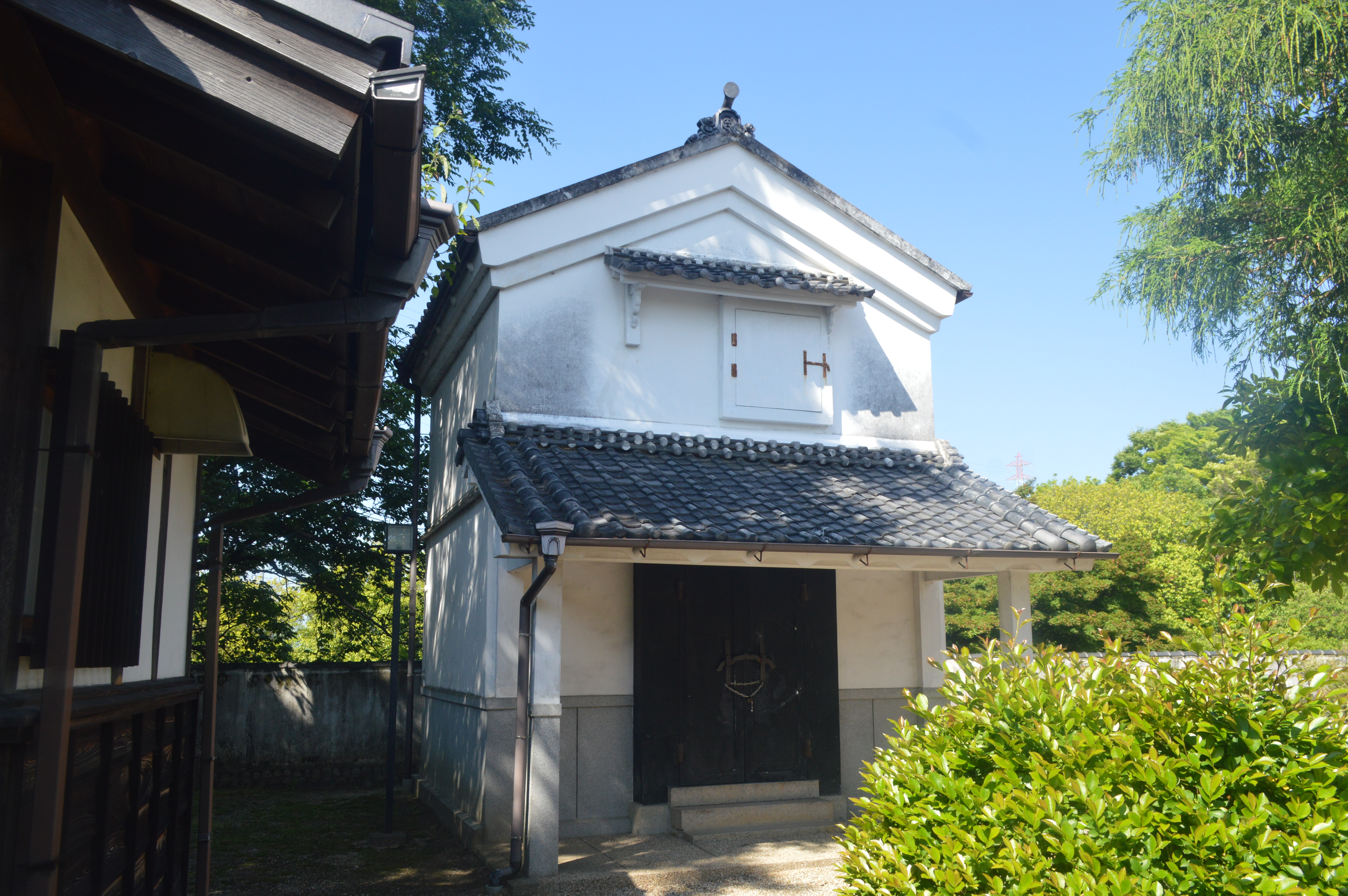
土蔵
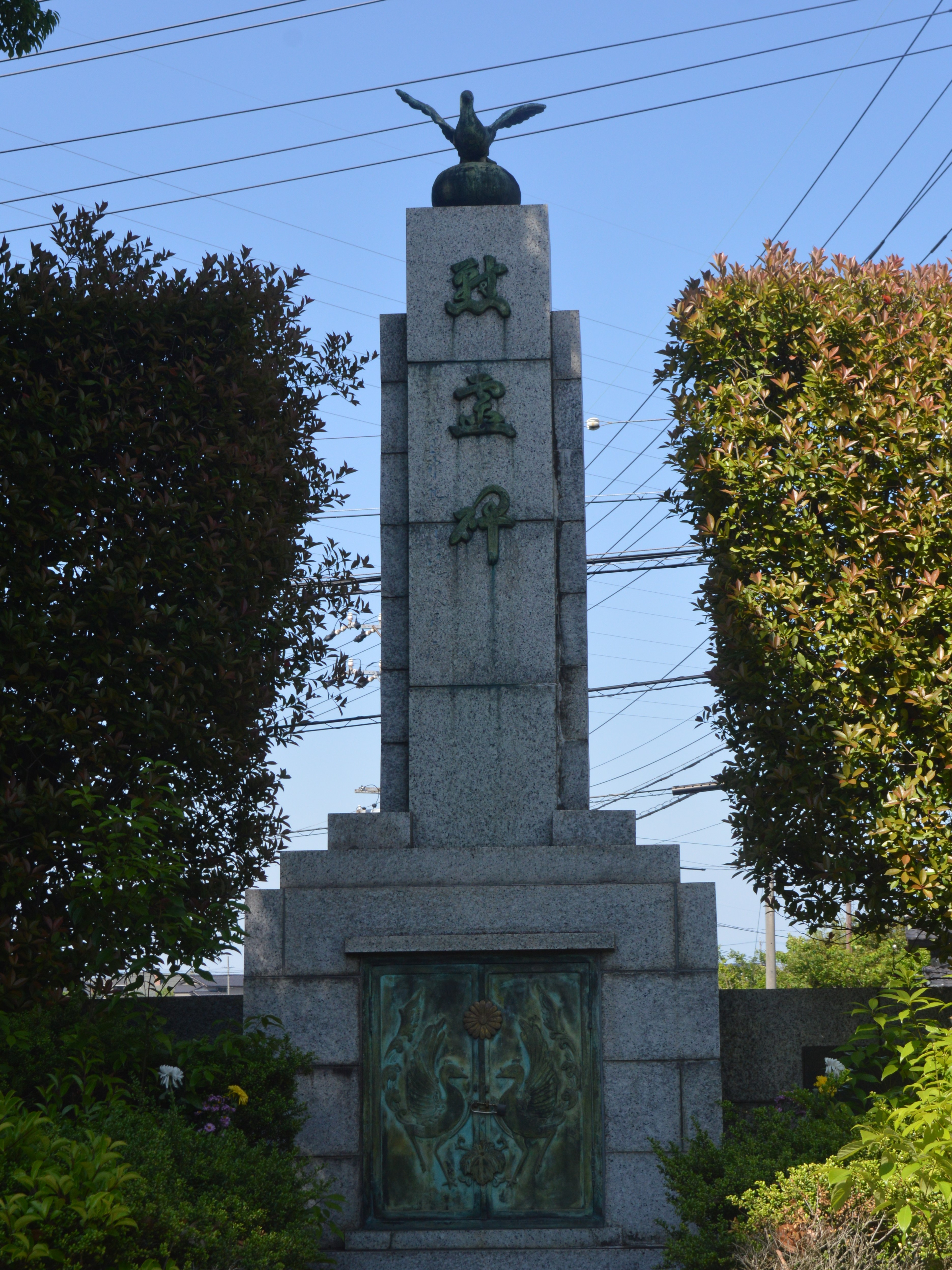
慰霊碑

## 利用案内
六鹿会館
- 開館時間
  - 9時から17時
- 休館日
  - 月曜、年末年始
- アクセス
  - 名鉄三河線若林駅から高岡ふれあいバスで「高岡コミセン」下車後徒歩5分
  - 伊勢湾岸自動車道豊田南インターチェンジから車で10分